# Ptenopus garrulus

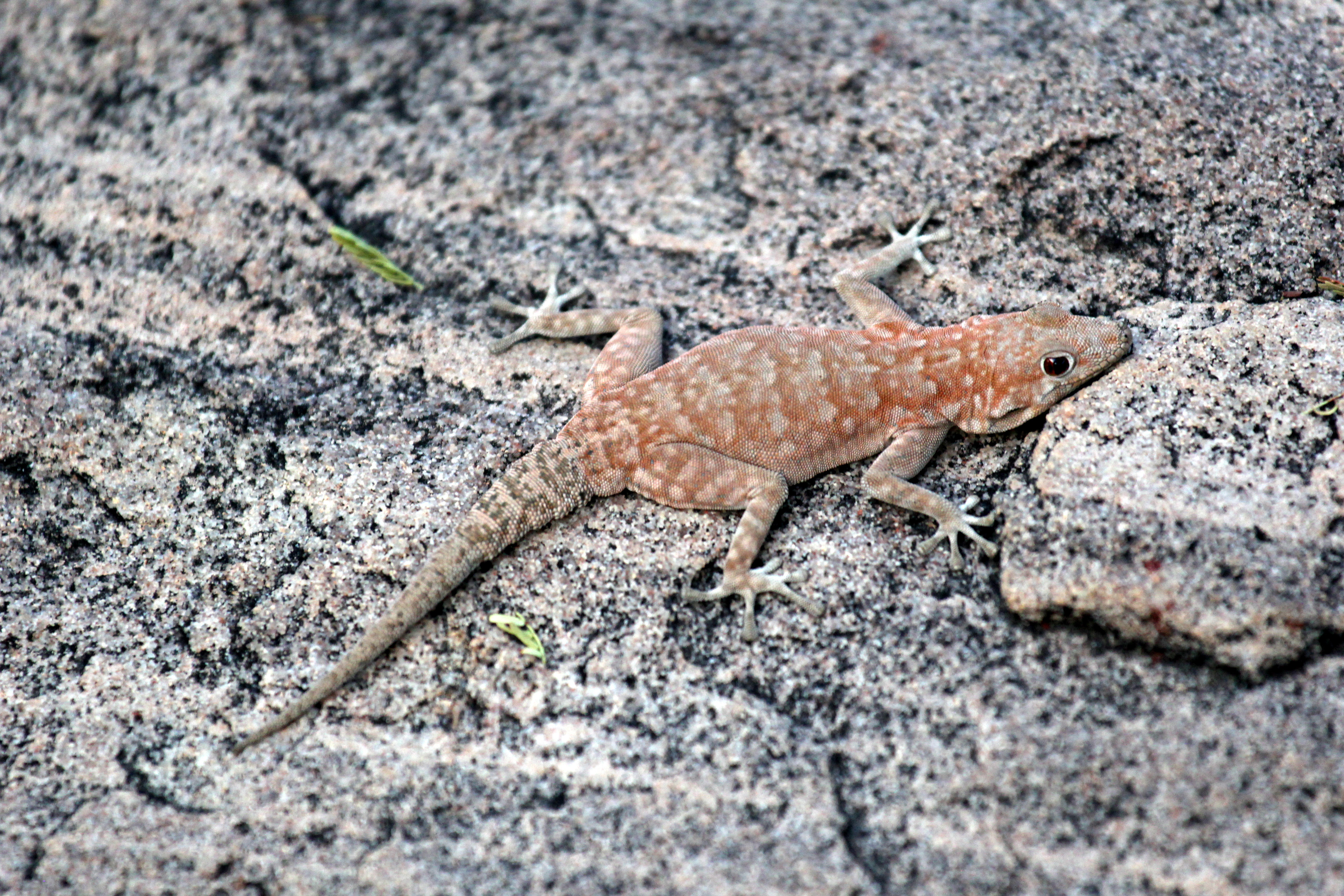
Ptenopus garrulus, Damaraland, Namibia — Тулузький музей

Ptenopus garrulus — вид геконів роду Ptenopus з підродини Справжні гекони. Інша назва «справжній гавкаючий гекон». Має 2 підвиди.

## Опис
Це невеликий гекон. Колір шкіри помаранчевий з плямами світлішими або темнішими за колір шкіри. Черево білого та бежевого кольору. Голова досить велика, з великими очима. На спині має гребінці, пальці довгі, з боків у них є довга луска, що допомагає цьому гекону швидко бігає та не провалюється у пісок. Видає звуки, які нагадує гавкання.

## Спосіб життя
Це наземні ящірки. Полюбляють пустелі, піски. Це гекон мешкає в норах у землі протягом дня. Вдень ховається у норі, активний вночі. Живиться безхребетними, зокрема термітами.
Статевого диморфізму практично не спостерігається, лише у самців голова більша за голову у самиць.
Це яйцукладні гекони. Самка відкладає 1 яйце у жовтні-листопаді діаметром близько 5 мм. Чере 2—6 тижнів з'являються молоді гекони.

## Розповсюдження
Це ендемік Африки. Живе у південній її частині. Найбільша кількість у пустелі Калахарі.